# Herbulotides ino
Herbulotides ino är en fjärilsart som beskrevs av Pierre E.L. Viette 1971. Herbulotides ino ingår i släktet Herbulotides och familjen mätare. Inga underarter finns listade i Catalogue of Life.